# ウッダカ・ラーマプッタ
ウッダカ・ラーマプッタ（Skt：Uddaka-Rāmaputta、音写：鬱頭藍弗、優頭藍子など多数）は、古代インドの思想家で、釈迦が出家後に師事した人物の1人。

## 名前
ウッダカ・ラーマプッタのプッタ（putta、弗、弗多羅） は、「～の子供」という意味で、これは舎利弗を舎利子と表記したり富楼那の正式名である富楼那・弥陀羅尼・弗多羅と同じである。彼の名前の由来については記述している文献や経典がほとんどないため、「弗」が誰の子供を意味するか明らかではないが、おそらくラーマが両親どちらかの名前で、ウッダカは彼の本名であると考えられる。
なお、有部破僧事4では、彼の名前は「見水瀬端正仙子」として、鬱頭藍とするのは誤りだとしている。なお同2では六定（六師外道）の1人とする。

## 釈迦の師事
釈迦は出家直後に道を求めんとして、まずアーラーラ・カーラーマのもとを訪れ、彼から空無辺処（無所有処とも）を聞き即座に了達するが、それはいまだ真の悟りを得る道ではないと感じ、次に彼のもとを訪れたとされる（なお別の所伝ではアーラーラの前にバッカバ仙人のもとを訪れたともある）。
彼は、非想非非想処の境地までを証得し、釈迦にこの境地を示すも、釈迦は即座にこの境地に至った。しかるに彼もアーラーラと同じく、彼の僧団を共に率いていこうと釈迦に要請するも、釈迦自身はこの境地もいまだ真の悟りを得る道ではないと感じ、去って自ら道を求めたという。釈迦は彼のもとを去って6年間にわたって苦行した。

パーリ仏典『アーリヤ・パリエサーナ・スッタ』（聖求経）とパーリ仏典『マハサッチャカ・スッタ』（薩遮迦大経）に、アーラーラ・カーラーマとウッダカ・ラーマプッタへの師事、二人のもとを離れたこと、開悟した後にまずはこの二人に教えを説こうと思い立つが、この二人は直前に死去していることを知ったという話がある。以下の内容は、これら二つの経典で共通している。
［釈尊は次のように語った。］
「この後、比丘らよ、善きものの探求者、平安へと至る比類なき至上の道を探す者となっていた私は、ウッダカ・ラーマプッタのところを訪れ、彼に近づくと、次のように呼びかけた。『先生、私はここであなたの教えを学び、修行させてほしいのです』
すると、比丘らよ、ウッダカ・ラーマプッタは、私に次のように言った。『あっぱれなやつだ。ここにとどまるがよい。私が説く真理とは、叡智ある者がいったん師からそれを学び、みずからの深知をもってそれをすみやかに悟ったならば、彼はそのなかに入っていき、そのなかにとどまることができる、そんな真理である』
そういうわけで、比丘らよ、私はとてもすみやかに彼の教えを身に付けた。もしもたんに口先で知ったかぶったり、教わったことをくりかえしてみせたりだけでよいのなら、比丘らよ、私は教えに関する知識を披露したり、先輩らから聞いた教えをくりかえしたりできるようになり、自分も他の者たちと同様に『知った』とか『わかった』とか言えるようになった。とはいえ、比丘らよ、私は次のように思った。ウッダカ・ラーマプッタは、たんに彼が信じることを説いているのではない。彼は彼自身の深知をもってみずからがそのなかに入っていき、そのなかにとどまっているところの真理を説いている。というのも、ウッダカ・ラーマプッタの知は間違いなく、真理をそのように知ることに由来しているからだ。
そこで私は、比丘らよ、ウッダカ・ラーマプッタのところに行き、彼に近づくと、次のように問うた。『ラーマ先生、あなたはどの程度まで、あなたみずからの深知をもって真理を悟り、そのなかに入っていったうえで、それを説いているのですか？』
私がこう問うと、比丘らよ、意識の発動がないともないのではないとも言えない状態［非想非非想処］を自分は知ったとウッダカ・ラーマプッタは言った。そこで、比丘らよ、私は次のように思った。確信はラーマプッタのなかにだけあるのではない。私のなかにも同じ確信がある。力はラーマプッタのなかにだけあるのではない。私のなかにも同じ力がある。注意深さはラーマプッタのなかにだけあるのではない。私のなかにも同じ注意深さがある。意識の集中はラーマプッタのなかにだけあるのではない。私のなかにも同じ意識の集中がある。直観的な知はラーマプッタのなかにだけあるのではない。私のなかにも同じ直観的な知がある。それならばこれからは、ラーマプッタが説くところの教えを私もまたみずから体現すべく努めてみてはどうか？　みずからの深知をもってそれを悟り、そのなかに入っていき、そのなかに留まろうとしてみたらどうか？
そして私は、比丘らよ、とてもすみやか、とても短いうちに、みずからの深知をもってその真理を悟り、そのなかに入っていき、そのなかにとどまるようになった。
そして、比丘らよ、私は改めてウッダカ・ラーマプッタのところに行き、彼に近づくと、次のように問うた。
『ラーマ先生、あなたもこの程度まで、あなた自身の深知をもって真理を悟り、そのなかに入っていき、それを説いておられるのですか？　先生、私はこの程度まで、私みずからの深知をもって真理を悟り、そのなかに入っていき、それを説くようになりました。先生、私もまた、みずからの深知をもってあなたの説く真理を悟り、そのなかに入っていき、そのなかにとどまっています』
『あっぱれなやつ。これはお互いにとって有益なことだ。聖なるものを求めての旅路でこのように同伴者を得るのは、めでたいことだ。私がみずからの深知をもって悟ったうえで、そのなかに入っていき、説くところの真理は、おまえがみずからの深知をもって悟ったうえで、そのなかに入っていき、そのなかにとどまっているところの真理と同じである。おまえがみずからの深知をもって悟ったうえで、そのなかに入っていき、そのなかにとどまっているところの真理は、私がみずからの深知をもって悟ったうえで、そのなかに入っていき、説くところの真理と同じである。私が知る真理はおまえが知る真理である。おまえが知る真理は私が知る真理である。それでは、あっぱれなやつ、これからは、われわれふたりで、みんなの指導にあたることにしよう』
こうして、比丘らよ、私の先生だったウッダカ・ラーマプッタは、生徒であった私を彼と同格と見なし、私に最高の位階を授けた。そこで、比丘らよ、私は次のように思った。この教えは意識の発動がないともないのではないとも言えない状態に人を導きはするが、それだけで、それは人を［心を下に引くものへの］無関心と熱のなさ、［外から誘導された心の動きの］止み静まり、深い知のあらわれと目覚め、究極の解放へと導かない。そこで私は満足することなく、この教えに心を向けるのをやめ、そこから離れた。」

（参考口語訳　郷 尚文）